# Cztery serca
Cztery serca (ros. Сердца четырёх) – radziecka komedia romantyczna z 1941 roku w reżyserii Konstantina Judina.

## Obsada
- Walentina Sierowa jako Galina Siergiejewna Muraszowa
- Ludmiła Celikowska jako Aleksandra Siergiejewna Muraszowa
- Jewgienij Samojłow jako Piotr Nikiticz Kolczin
- Pawieł Szpringfield jako Gleb Zawarcew